# وان جنيدي بن تونكو جعفر
وان جنيدي بن تونكو جعفر (جاوي : وان جنيدي بن توانكو جعفر) (1 فبراير 1946-) هو سياسي ماليزي ومحامي وضابط شرطة كبير سابق وهو سلطان سراوق (يانغ دي بيرتوا نيجري) الثامن والحالي. شغل سابقًا منصب الرئيس التاسع عشر لديوان نيجارا وعضو مجلس الشيوخ من يونيو 2023 حتى استقالته في يناير 2024.
قبل تعيينه رئيسًا لحكومة سراوق، شغل عدة مناصب؛ فكان وزيرًا في إدارة رئيس الوزراء المسؤول عن البرلمان والقانون في إدارة الجبهة الوطنية في عهد رئيس الوزراء السابق إسماعيل صبري يعقوب من أغسطس 2021 حتى انهيار إدارة الجبهة الوطنية في نوفمبر 2022، ثم وزير تنمية ريادة الأعمال والتعاون في إدارة الجبهة الوطنية في عهد رئيس الوزراء السابق محيي الدين ياسين من مارس 2020 حتى انهيار إدارة الجبهة الوطنية في أغسطس 2021، ثم وزير الموارد الطبيعية والبيئة ونائب وزير الشؤون الداخلية في إدارة الجبهة الوطنية في عهد رئيس الوزراء السابق نجيب عبد الرزاق والوزير السابق أحمد زاهد حميدي من مايو 2013 إلى يوليو 2015 وكذلك نائب رئيس مجلس النواب من أبريل 2008 إلى أبريل 2013. كما عمل عضوًا في البرلمان عن منطقة سانتوبونج من مارس 2004 إلى نوفمبر 2022 وعن منطقة باتانج لوبار من أكتوبر 1990 إلى مارس 2004. وهو أيضًا ثالث أقصر رئيس في مجلس النواب بعد سيد شيه باراكباه وموتانج تاجال، حيث ظل في المنصب لمدة سبعة أشهر فقط قبل استقالته لتولي منصب يانغ دي بيرتوا نيجري في سراوق.